# الأمية في موريتانيا
الأمية في موريتانيا بناءً على تقرير المنظمة العربية للتربية والثقافة والعلوم عام 2014 الذي أشار إلى أن نسبة الأمية في موريتانيا تقدر بحوالي 42 في المائة، وهو ما يزيد على ضعف نسبة الأمية في الوطن العربي والتي قدرت بحوالي 20 في المائة عام 2014. بعد أن كانت النسبة تمثل 35.6 % سنة 2008. تقول الدراسات المنشورة من التقرير الختامي لمنتديات التعليم في موريتانيا إن كل 4 من بين 10 موريتانيين غارقون في جهل مطبق لا يقرأون ولا يكتبون.